# Mort d'Alan Kurdi
Pour les articles homonymes, voir Alan Kurdi (navire) et Kurdi.

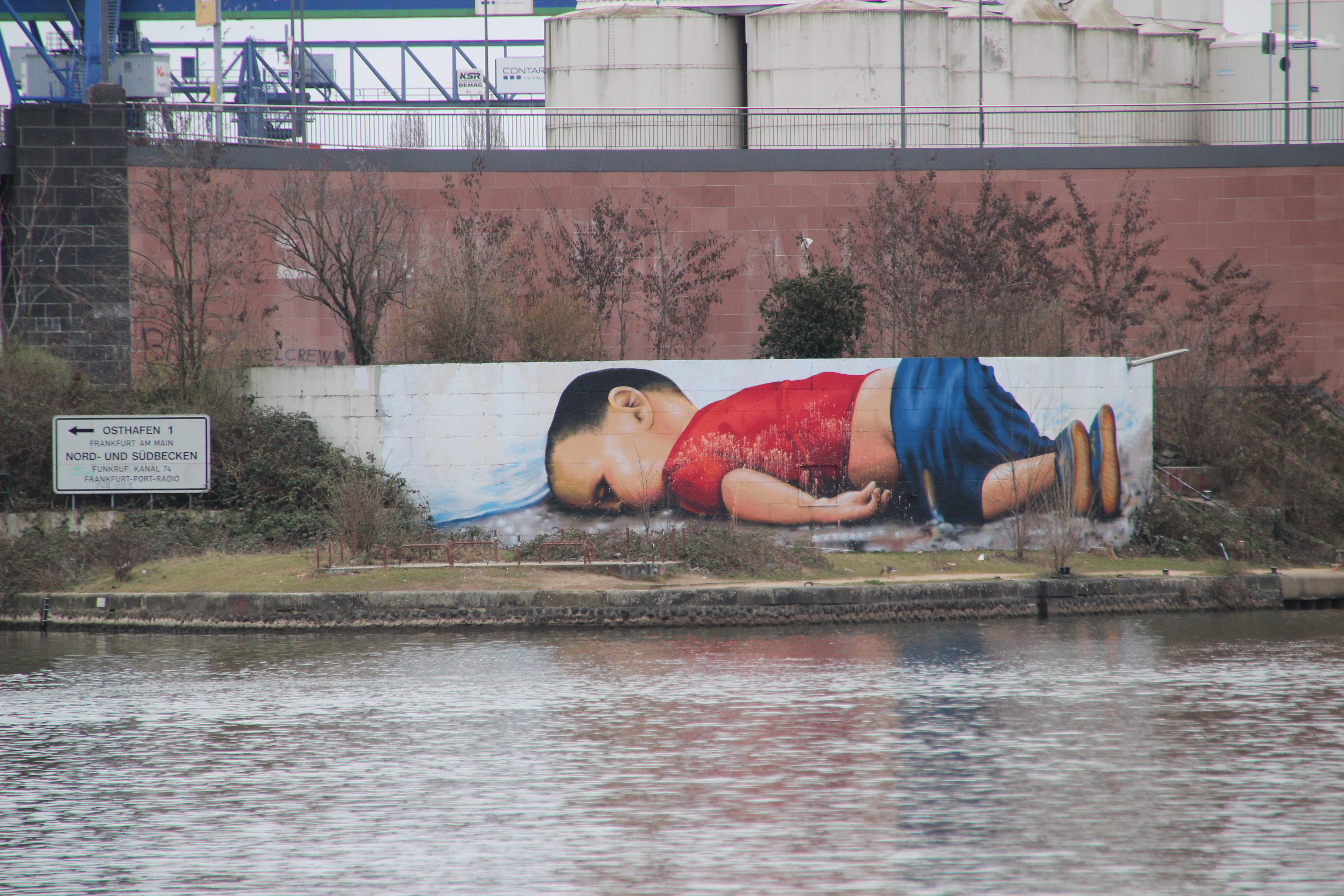
Reproduction d'une photographie du cadavre d'Alan Kurdi. Peinture murale de Justus Becker et Oguz Sen sur le Frankfurter Osthafen (Allemagne, 2016).

La mort d’Alan Kurdi (kurde : Alan Kurdî, initialement orthographié par la presse Aylan Kurdi), un garçon syrien d'origine kurde, réfugié de la guerre civile syrienne, noyé le 2 septembre 2015 à l'âge de trois ans, entraîne une onde de choc mondiale et relance la question de l'accueil des migrants syriens lorsque plusieurs photographies de sa dépouille gisant sur une plage de Turquie sont relayées dans la presse internationale.

## Biographie d'Alan Kurdi
Sa famille, originaire de Kobané, est établie à Damas lorsque débute la guerre civile syrienne. Elle se réfugie un temps à Alep, puis se réinstalle à Kobané. Alan Kurdi y naît le 4 mai 2012.
En septembre 2014, la ville est attaquée par l'État islamique et les Kurdi font partie des milliers de civils qui traversent la frontière pour trouver refuge en Turquie. Une fois la bataille de Kobané achevée, ils regagnent la ville, totalement dévastée par les combats. Mais en juin, les djihadistes font une nouvelle incursion et massacrent 250 civils. La famille Kurdi échappe à la tuerie mais décide de quitter définitivement la Syrie.
Faute de visa pour le Canada, elle veut passer par l'Europe parce que le père veut y refaire sa vie,,. Alors qu'il tente avec sa famille de traverser la Méditerranée et de gagner la Grèce depuis la Turquie, en passant notamment par l'île de Kos, le bateau pneumatique qu'il utilise chavire la nuit du 2 septembre 2015. Lui, sa mère et son frère Galip âgé de cinq ans trouvent la mort dans ce naufrage ; seul son père parvient à rejoindre le rivage turc. Au total, 12 réfugiés syriens, dont cinq enfants, sont morts dans cette tentative de traversée, 15 ont pu être secourus. 
Alan Kurdi est inhumé le 4 septembre à Kobané, en même temps que son frère et sa mère.
Sa famille obtient l'asile au Canada à la fin de l'année 2015.

## Photographies
Les photographies, de son corps échoué sur la plage de Ali Hoca Burnu, un peu à l’écart de Bodrum, en Turquie, prises par la journaliste Nilüfer Demir le 2 septembre 2015 et reprises par de nombreux médias, font le tour du monde,,. En raison de leur forte charge émotionnelle, ces photographies relancent le débat sur l'accueil des réfugiés de la guerre civile syrienne et l'accueil des migrants en général.

## Mobilisation et réactions politiques

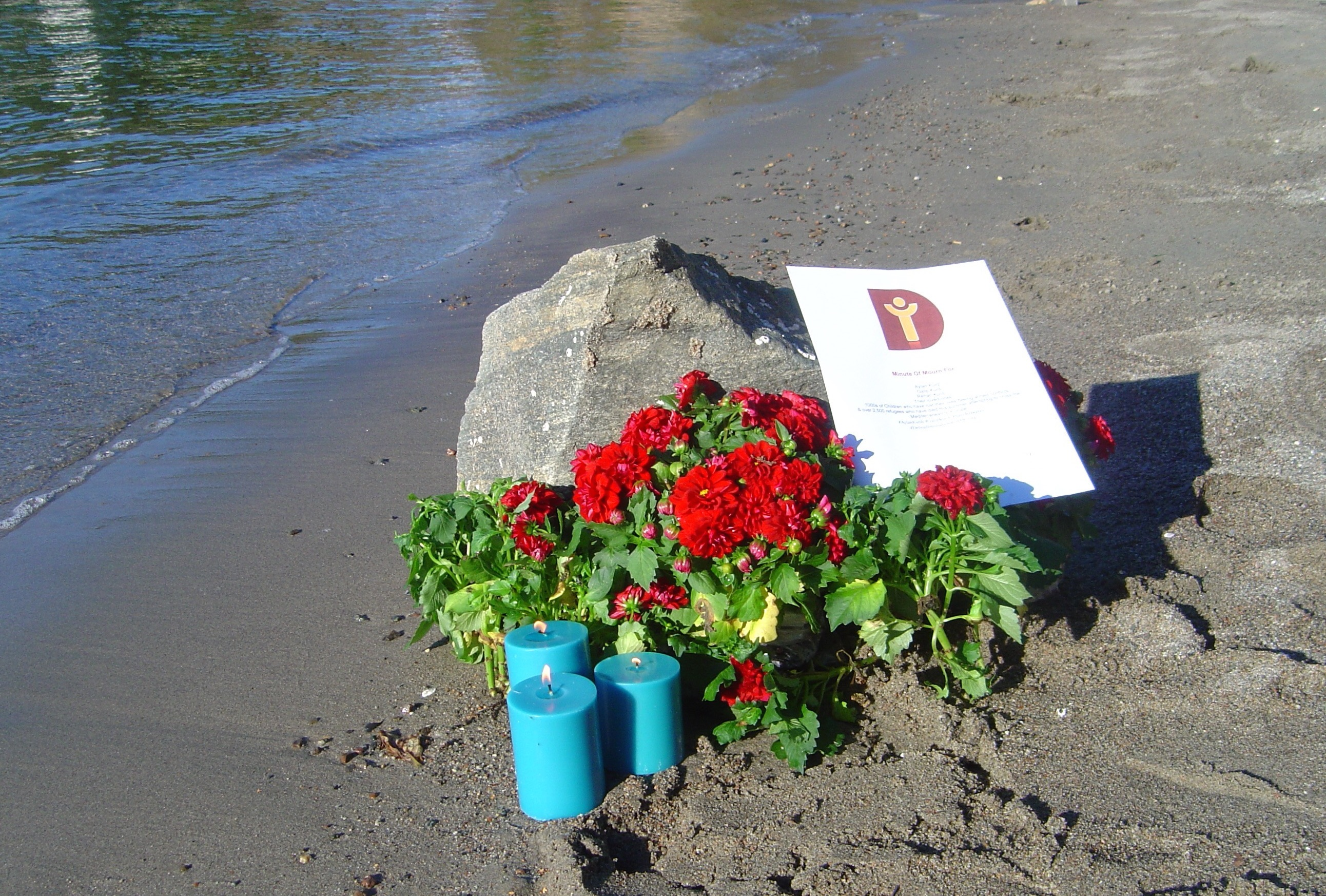
Photographie prise à l’issue d’une cérémonie organisée par l'ONG Defend International sur la plage turque où a été retrouvé mort Alan Kurdi (2015).

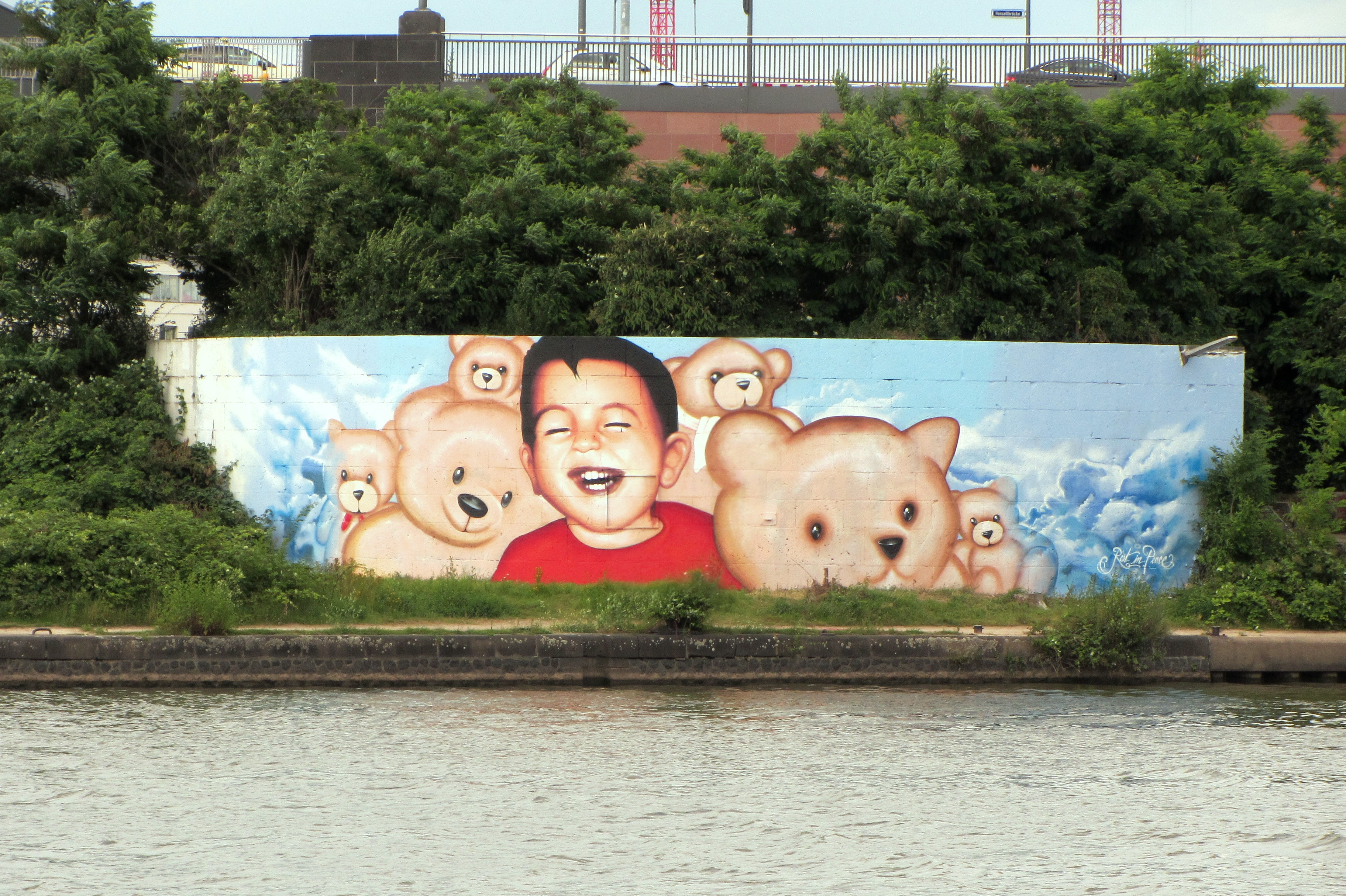
Une des peintures murales en hommage à Alan Kurdi à Francfort-sur-le-Main.

Le 3 septembre 2015 : le président français François Hollande et la chancelière allemande Angela Merkel se prononcent pour un « mécanisme européen permanent et obligatoire » d'accueil des migrants.
Le 5 septembre 2015 : plus de 10 000 personnes se sont réunies dans toute la France, dont 8 500 à Paris, pour un rassemblement de soutien aux réfugiés. Le « choc émotionnel » causé par la diffusion de ces photographies a eu un impact mesurable sur l'opinion française les jours suivant leurs publications. À la question de savoir si la France devait accueillir une part de l'afflux de migrants et réfugiés en provenance de la Syrie, la part des Français répondant oui a augmenté de 9 points les 8 et 9 septembre 2015 par rapport aux 1er et 2 septembre 2015, passant de 44 pour et 56 contre à 53 pour et 47 contre. Au cours des semaines suivantes, le sujet des réfugiés est resté sur le devant de la scène médiatique. L'opinion française sur l'attitude à adopter par rapport à cet afflux de réfugiés est restée très partagée. 
Le 6 septembre 2015 : le monde artistique, sportif et politique se mobilise à différents degrés pour favoriser l'accueil des immigrés. Le même jour, le pape François appelle toutes les communautés catholiques d'Europe à accueillir chacune une famille de réfugiés. Le choc médiatique facilite l'opération de financement participatif aboutissant à l'affrètement par l'association SOS Méditerranée du bateau Aquarius qui participe au sauvetage des réfugiés en mer.

## Controverses
Une survivante du drame ainsi que d'autres passagers accusent le père du petit Alan (qui est retourné en Syrie) d'être le pilote de l'embarcation,,,. Les passeurs ne participent habituellement pas aux traversées, le conducteur du navire est généralement désigné parmi les migrants, ce dernier bénéficie en contrepartie d'un passage sans frais.
Les réinterprétations ou détournements de l'image d'Alan Kurdi sur la plage ont également suscité des controverses. Dans son édition du 9 septembre 2015, Charlie Hebdo publie deux dessins de Riss qui provoquent l'émoi dans la presse étrangère. L'un d'eux montre Jésus marchant sur l'eau et un enfant en train de se noyer avec pour légende « La preuve que l'Europe est chrétienne. Les chrétiens marchent sur les eaux, les enfants musulmans coulent. » Le second dessin reprend l'image d'Alan Kurdi étendu sur la plage mais en le plaçant sous un panneau publicitaire pour McDonald's présentant une promotion pour les menus enfant, avec pour titre « Si près du but... ». Pour l'historien Laurent Bihl, les réactions à ce dernier dessin montrent l'incompréhension de la fonction des caricaturistes et de leur travail : dessiner Alan Kurdi « échoué devant une pub McDonald's, c'est interroger ce qui force ces nouveaux misérables à partir et desquels nous détournons le regard. Et que le dessin ait pu choquer davantage (ou autant) que la photographie initiale pose un réel problème collectif. La caricature est un œil social, son rôle est de lutter contre l'indifférence ».  
En janvier 2016, Riss récidive avec un dessin présentant un homme courant bras tendus après une femme, avec en médaillon la représentation de l'enfant allongé sur la plage, et une légende une nouvelle fois provocatrice : « Que serait devenu le petit Aylan s'il avait grandi ? Tripoteur de fesses en Allemagne », allusion aux agressions sexuelles du Nouvel An en Allemagne. Le père du garçon aurait pleuré en voyant ce dessin, et la polémique provoque même une réponse de la reine de Jordanie.  
Par ailleurs, une photo d'Ai Weiwei dans la même position que le garçon sur une plage de Lesbos, prise début 2016 par Rohit Chawla, photographe à India Today, provoque le malaise d'après le journaliste David Carzon, car la photographie nous rappelle que les naufrages continuent, que des migrants sont retrouvés morts régulièrement, et que des photos d'enfants tout aussi émouvantes que celle d'Alan Kurdi circulent sans qu'elles ne mobilisent les foules. 

## Justice
Le 4 mars 2016, la justice turque condamne deux passeurs syriens à 4 ans de prison pour « trafic d'immigrants », les deux hommes avaient également accusé Abdullah Kurdi, le père d'Alan, mais les poursuites contre ce dernier sont abandonnées par le tribunal. En mars 2020, trois autres personnes sont condamnées chacun à 125 ans de prison.

## Pérennité
Sept ans plus tard, une photo similaire d'une petite fille dont le corps s'échoue sur une plage tunisienne proche de Sfax, ne provoque aucune réaction, ce qui témoigne de la banalisation des naufrages.